# Carolina Piechestein
Carolina Piechestein (Buenos Aires, 17 de septiembre de 1982) es una actriz de cine, teatro y televisión argentina radicada en Ecuador, conocida por sus participaciones en producciones como ¡Así pasa! y Sharon la Hechicera, además del monólogo teatral Bruta.

## Biografía
Es hija del actor, presentador de televisión y activista social argentino Carlos Piechestein. Su hermano, César Piechestein, es comunicador y sacerdote.
Inició su carrera en el 2004, debutando con un pequeño papel en la telenovela Yo vendo unos ojos negros, producida por Ecuavisa mientras realizaba su tesis en producción en el ITV. Tras su debut en esta producción, decide regresar a Argentina para formarse profesionalmente como actriz. Regresa a Ecuador y en 2010 forma parte del elenco de Mostro de Amor, telenovela producida por Teleamazonas donde participa junto a David Reinoso, Giovanna Andrade y Flor María Palomeque.
En 2013 protagoniza la película Ciudad sin sombra, una producción colombo-ecuatoriana estrenada en 2014. También protagonizó el cortometraje Tortuosidades acústicas. Entre 2013 y 2016 es una de las protagonistas de la serie de comedia ¡Así pasa!, producida por Ecuavisa donde comparte roles junto a Efraín Ruales, Claudia Camposano, Christian Maquilón, Tania Salas, Vicente Romero, Miriam Murillo, Martín Calle y Raúl Santana.
Tras el final de la serie, en 2016 presenta su monólogo cómico Bruta, en el cual relata de manera cómica sus experiencias amorosas, teniendo gran éxito nacional e internacionalmente, presentándose con su monólogo en países como México. El mismo año protagoniza la película Acariciando mi niño, ópera prima del director ecuatoriano Santiago Terán.
En el 2017 realizó una participación especial en la tercera temporada de la serie 3 familias de Ecuavisa, donde comparte escena con Érika Vélez y Christian Maquilón, y también se convierte en jurado del reality Guerra de los sueños de Gama TV junto a Jacqueline Gaete, Fabricio Ferreti y Néstor Balbuena, y conducido por Carlos Luis Andrade y Alejandra Jaramillo.
Entre 2018 y 2019 participa en la telenovela biográfica Sharon la Hechicera de Ecuavisa donde interpreta a la periodista de espectáculos Débora Bermúdez, una de las antagonistas de la historia, donde comparte escena con María Fernanda Ríos, Samantha Grey, Santiago Carpio, Krysthel Chuchuca, José Andrés Caballero y María Mercedes Pacheco.
En 2020 forma parte de la telenovela Antuca me enamora, producción de TC Televisión.
En teatro, en 2017 fue parte de la obra La mujer perfecta dirigida por Wilson García, junto a Shany Nadan, Santiago Carpio, Rosymar González y Pepe Sánchez, y el mismo año protagonizó en microteatro una recreación de la serie estadounidense Yo amo a Lucy, protagonizada por Lucille Ball en la década de los 60, junto a José Andrés Caballero. También dirigió la obra de microteatro La última cita, protagonizada por Priscilla Negrón y Andrés Garzón. En 2018 protagoniza la obra de microteatro en inglés basada en la película Pretty Woman, junto a Alberto Pablo Rivera.
También debutó como locutora de radio, siendo parte del programa Planta el carro de Radio City, en 2017.
En 2020 escribe y dirige la comedia teatral La combinación ideal, protagonizada por Verónica Ycaza, Christian Maquilón, Katty García y Jacobo Bibliowicz. En el mismo año es creadora y protagonista de la webserie En plena 40tena, desarrollada en medio de la pandemia de enfermedad por coronavirus de 2020 y transmitida a través de Instagram, en la cual también participan Katty García, Alberto Pablo Rivera, Luciana Grassi y Leonardo Moreira.
En 2021 protagoniza la telenovela Casi cuarentonas, junto a Marcela Ruete y Érika Vélez.

## Filmografía

### Series y telenovelas
| Año       | Título                    | Personaje                      |
| --------- | ------------------------- | ------------------------------ |
| 2023      | Papás por encargo         |                                |
| 2021      | Casi cuarentonas          | Tania Trujillo de Domínguez    |
| 2021      | Juntos y revueltos        | La gringa                      |
| 2020      | Antuca me enamora         | La Cuky Rivadeneira            |
| 2018-2019 | Sharon la Hechicera       | Débora Bermúdez                |
| 2017      | 3 familias                | Chachi                         |
| 2013-2016 | ¡Así pasa!                | Débora "Deby" Narváez de Bayas |
| 2010      | Mostro de Amor            | Daniela Villarreal             |
| 2004      | Yo vendo unos ojos negros | Reparto                        |

### Programas
| Año  | Programa             | Rol    |
| ---- | -------------------- | ------ |
| 2017 | Guerra de los sueños | Jurado |

### Cine
| Año  | Película/Cortometraje   |
| ---- | ----------------------- |
| 2016 | Acariciando mi niño     |
| 2014 | Ciudad sin sombra       |
| 2013 | Tortuosidades acústicas |

### Teatro
| Año       | Obra de teatro                                                                  |
| --------- | ------------------------------------------------------------------------------- |
| 2020      | La combinación ideal (como Escritora y Directora)                               |
| 2018      | Pretty Woman (microteatro)                                                      |
| 2018      | La historia incómoda que nos contó Olivia el día de su cumpleaños (microteatro) |
| 2017      | Yo amo a Lucy (microteatro)                                                     |
| 2017      | La última cita (como Directora)                                                 |
| 2017      | La mujer perfecta                                                               |
| 2016/2019 | Bruta                                                                           |

### Plataformas digitales
| Año  | Proyecto        | Personaje          | Medio de difusión |
| ---- | --------------- | ------------------ | ----------------- |
| 2020 | En plena 40tena | Ceci- Protagonista | Instagram         |